# Rivière du Lac des Îles
La Rivière du lac des Îles est un affluent de la rivière Machiche, coulant sur la rive nord du fleuve Saint-Laurent, dans la municipalité de Saint-Boniface, dans la municipalité régionale de comté (MRC) de Maskinongé (MRC), dans la région administrative de la Mauricie, au Québec, au Canada.
Le cours de ce ruisseau descend généralement vers le sud-ouest, en zone forestière. Le chemin du Lac-des-Îles longe tout le cours de la rivière du côté nord-est, sauf un petit segment de la partie supérieure.

## Géographie
La rivière du lac des Îles prend sa source à l’embouchure du lac des Îles (altitude : 194 km) lequel est alimenté par le lac des Six (côté nord-est) et le lac de la Campe (côté nord-ouest). L’embouchure du lac des Îles se situe à :
- 0,5 km à l'est de la limite de Saint-Élie-de-Caxton ;
- 9,8 km à l'ouest de la rivière Saint-Maurice ;
- 8,6 km à l'ouest de l’autoroute 55 ;
- 26,7 km au nord-ouest de la rive nord-ouest du fleuve Saint-Laurent.

À partir de sa source, la rivière du lac des Îles coule sur 6,1 km, jusqu’à sa confluence.
La Rivière du lac des Îles se déverse dans un coude de rivière sur la rive ouest de la rivière Machiche. La confluence de la Rivière du lac des Îles est située à :
- 3,6 km à l'ouest du centre du village de Saint-Boniface ;
- 6,6 km au nord-est du centre du village de Charette.

## Toponymie
Le toponyme rivière du lac des Îles a été officialisé le 4 mars 1982 à la Commission de toponymie du Québec.